# Joan de Grimau i de Vilafranca
Joan de Grimau i de Vilafranca va ser el diputat militar en el trienni de Joan Jeroni Besora (1656-1659).
Era fill de Francesc de Grimau i Llupià, donzell de Perpinyà i resident a Barcelona, i d'Anna de Vilafranca, hereva del senyor de Bigues. El seu germà Francesc havia participat en diverses Juntes de Braços al període de Pau Claris.
Joan de Grimau estava casat amb Jerònima de Montserrat i de Perapertusa, filla d'un donzell de Tàrrega. Va estar vinculat a la Diputació des de 1649 participant en trenta-sisenes. Va ser insaculat com a diputat militar per Girona el 1647.
En el trienni 1656-1659, va substituir sovint Joan Jeroni Besora, degut a la precaria salut d'aquest.